# Station Fuenlabrada Central
Fuenlabrada Central is een station in Fuenlabrada. Het station werd geopend op 11 april 2003 en wordt bediend door zowel lijn 12 van de metro van Madrid als de cercanias.